# Cenangiaceae
Cenangiaceae is een familie schimmels van de klasse Leotiomycetes, behorend tot de orde van Helotiales. Het typegeslacht is Cenangium.

## Kenmerken
Deze saprotrofen hebben vruchtlichamen van het apothecium-type. Ze zijn zittend of met een korte, koepelvormige of schijfvormige steel. Het buitenoppervlak van het apothecium is gemaakt van hoekig-sferische cellen, de binnenkant is gemaakt van ingewikkeld getextureerde cellen. Parafysen draadachtig, gesepteerd, hyaliene en licht gezwollen aan de toppen. Asci 8-sporen, cilindrisch-knotsvormig, amyloïde, soms gevormd uit pastoralen. Ascosporen bijna bolvormig, ellipsoïde of spoelvormig, 0-2-septaat, hyaliene.

## Taxonomie
De familie Dermateaceae bestaat uit de volgende geslachten:
- Cenangiopsis Velen. 1947
- Cenangium Fr. 1818
- Chlorencoelia J.R. Dixon 1975
- Crumenulopsis J.W. Groves 1969
- Digitosporium Gremmen 1953
- Encoelia (Fr.) P. Karst. 1871
- Fabrella Kirschst. 1941
- Heyderia Link 1833
- Neomelanconium Petr. 1940
- Rhabdocline Syd. 1922
- Rhabdogloeum Syd. 1922
- Sarcotrochila Höhn. 1917
- Trochila Fr. 1849
- Velutarina Korf 1971